# Ventimiglia di Malaga
I Ventimiglia di Málaga furono una famiglia andalusa di origine ligure e normanno-sicula, ramo dei conti di Ventimiglia. Il capostipite fu Giovanni Antonio Ventimiglia, conte di Montesarchio, figlio di Antonio, marchese di Geraci, morto nel 1483 al servizio, come condottiero, di Ercole I d'Este, duca di Ferrara. 
Suo figlio Bernardo partecipando alla conquista dell'emirato di Málaga nel 1487 fu ricompensato dal re di Castiglia e Aragona con la signoria, poi contea, di Peñón de La Vega, impiantando e consolidando i Ventimiglia nell'aristocrazia andalusa. Il conte Bernardo fu fiduciario di Ferdinando il Cattolico, Contabile Maggiore per tutte le Indie Occidentali, comandante della gendarmeria regia e di quella del Sant'Uffizio - ossia Alguacil General - nonché discusso protagonista del secondo viaggio di Cristoforo Colombo nelle Indie Occidentali. Quivi contribuì, con il suo numeroso seguito, alla colonizzazione dell'Isola Hispaniola, ossia dell'attuale Haiti e Santo Domingo. 
L'importante lignaggio dei Ventimiglia andalusi, nel corso dei secoli, raggiunse per meriti amministrativi, diplomatici e militari la Grandezza di Spagna di prima classe, incardinata sul titolo principesco di San Mauro Castelverde, in Sicilia; per poi estinguersi durante il XVIII secolo.
Il titolo di principe di San Mauro fu concesso a Diego Ventimiglia nel 1705. Nato a Málaga, Diego era figlio di Francisco de Ventimiglia e Pisa-Ventimiglia e Leonor Rodríguez de Santisteban y Santisteban. I suoi genitori non avevano ostentato alcun titolo, ma la madre era la figlia ed erede del terzo marchese di Cropani Jerome Santisteban e Rodríguez Ruiz.
Alla morte della madre di Diego in giovane età, e dopo la morte del nonno Jeronimo, Diego assunse il titolo di quarto marchese di Cropani.
Nonostante la sua giovane età, Diego ricoprì il ruolo di tenente generale del Regio Esercito, tenente generale del Supremo Consiglio di Guerra e Gentiluomo di Camera dell'Elettore di Baviera. Re Carlo II di Spagna gli concesse il titolo di conte di Peñón de la Vega con Regio Decreto del 31 luglio 1696. L'11 settembre 1705, perdurante la guerra di successione spagnola, il candidato francese per la Casa di Borbone, re Filippo V, intitolò Diego principe di Santo Mauro. Diego morì nel 1706 senza essere sposato e senza figli, e il suo patrimonio fu ereditato dalla sorella Paula.